# Sea Owl
M/Y Sea Owl är en motoryacht tillverkad av Feadship i Nederländerna. Hon levererades 2013 till sin ägare Robert Mercer, en amerikansk hedgefondmagnat och viktig donator till högerorienterade politiska organisationer och det republikanska partiet. Sea Owl designades helt av Winch Design. Motoryachten är 62 meter lång och har en kapacitet upp till tolv passagerare fördelat på sex hytter. Den har en besättning på 18 besättningsmän.
Sea Owl kostade $75 miljoner att bygga.